# Archivi storici dell'Unione europea

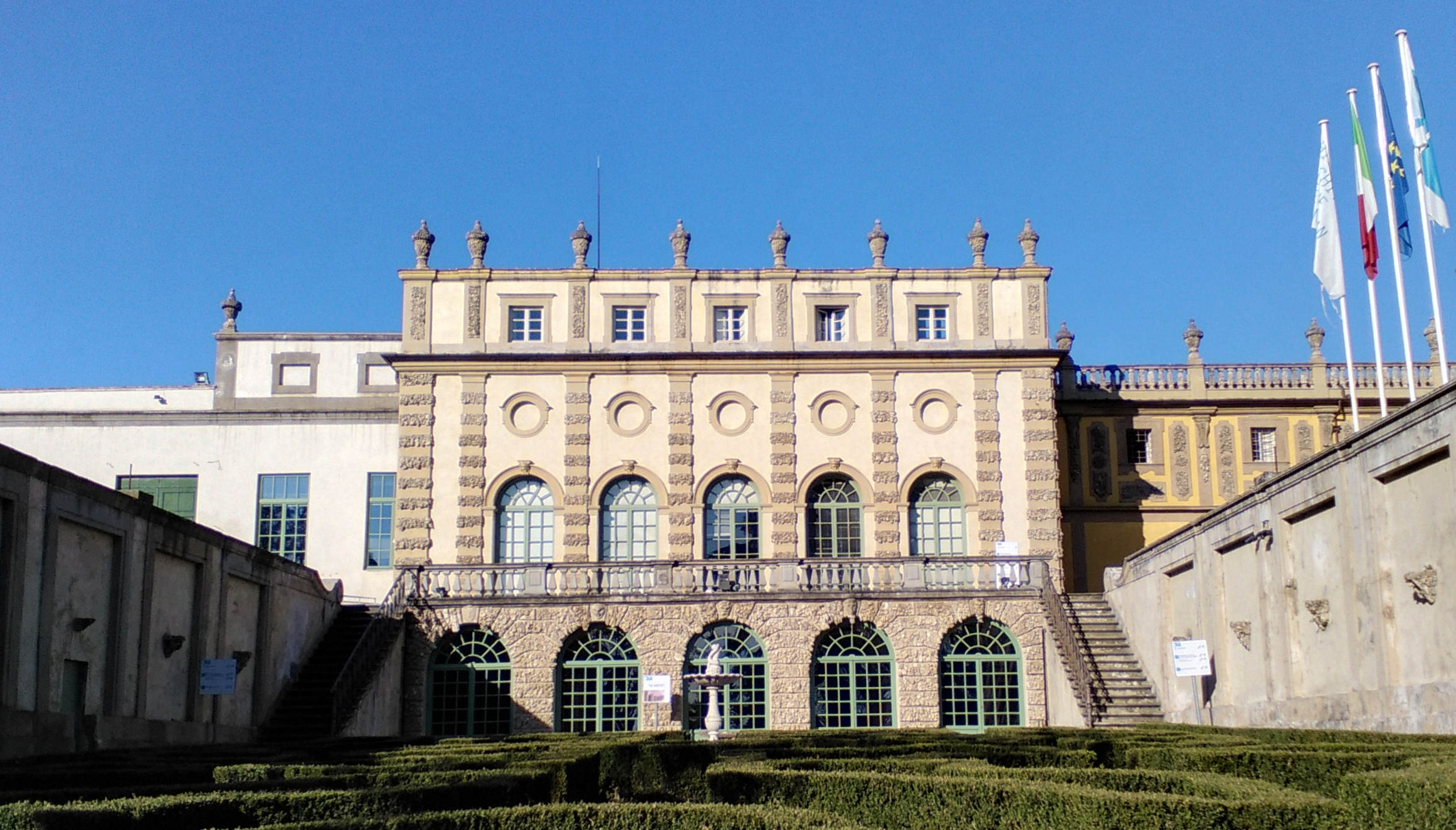
Sede dell'Archivio

Gli Archivi storici dell'Unione europea (ASUE) sono il centro di deposito ufficiale dei documenti d'interesse storico prodotti dalle istituzioni dell'Unione europea.
Gli archivi sono parte integrante dell'Istituto universitario europeo (IUE) e hanno sede a Firenze, in Italia.

## Storia
Gli ASUE sono stati creati nel 1983, a seguito del regolamento da parte del Consiglio delle Comunità europee e la decisione della Commissione delle Comunità europee di aprire al pubblico i loro archivi storici. Un successivo accordo del 1984 fra la Commissione europea e l'IUE ha gettato le basi per l'istituzione degli Archivi a Firenze. Nel 1986 gli Archivi Storici dell'Unione Europea sono stati aperti al pubblico.
Nel 2011 un accordo quadro di collaborazione fra l'IUE e la Commissione europea ha rafforzato il ruolo degli Archivi Storici dell'UE nella preservazione, apertura al pubblico e valorizzazione dei fondi archivistici delle istituzioni europee e ha regolato l'acquisizione e il trattamento dei fondi privati. In Marzo 2015 il Consiglio dell'Unione Europea ha modificato le decisioni del 1983 con il Regolamento UE 2015/496 del Consiglio.
I documenti sono resi disponibili al pubblico sulla base della regola dell'apertura a trent'anni. Gli Archivi conservano anche fondi privati di personalità, movimenti e associazioni coinvolte in vario modo nel processo d'integrazione europea.

## Sede
Dal 2012 gli ASUE sono ospitati nella limonaia della storica Villa Salviati a Firenze.
Dal 2000 Villa Salviati è di proprietà dello Stato italiano che, dopo una profonda opera di restauro, l'ha destinata ad ospitare gli ASUE dotando i suoi depositi sotterranei di oltre 11 chilometri di scaffalature. L'inaugurazione della sede è avvenuta 17 dicembre 2009, con la presenza del Presidente della Repubblica Italiana Giorgio Napolitano.

## Fondi archivistici
I fondi archivistici provengono dalle istituzioni dell'Unione europea, dalle istituzioni che le hanno precedute e da alcune agenzie dell'Unione europea.
Tra questi fondi vi sono gli archivi della Comunità Europea del Carbone e dell'Acciaio (CECA), della Comunità Economica Europea (CEE), della Comunità europea dell'energia atomica (Euratom), dell'Assemblea Comune della CECA, dell'Assemblea Parlamentare Europea, della Corte di Giustizia delle Comunità Europee, del Comitato Economico e Sociale, della Corte dei conti europea e della Banca europea degli investimenti. Altri fondi comprendono gli archivi dell'Agenzia Spaziale Europea, dell'Assemblea parlamentare dell'Unione Europea Occidentale, del Consiglio dei Comuni e delle Regioni d'Europa, della Lega Europea per la Cooperazione Economica e una consistente collezione di archivi federalisti come le carte del Movimento Europeo Internazionale, dell'Unione dei Federalisti Europei e del Centro Internazionale di Formazione Europea.
Nel quadro delle attività del "Gruppo di lavoro interistituzionale dell'UE sulla preservazione delle memorie digitali" e, in collaborazione con la Internet Memory Foundation, gli Archivi Storici dell'UE hanno lanciato nel 2013 un progetto pilota rivolto all'archiviazione dei siti web delle istituzioni dell'Unione europea. Questi siti web sono stati recuperati ogni quattro mesi e resi disponibili sulla home page degli Archivi Storici dell'UE a partire dalla fine del 2013.
La banca dati digitalizzata è stata sviluppata a partire dal 1991, mentre l'accesso web risale al 1995.
Un programma di digitalizzazione dei documenti e delle fotografie di vari fondi lanciato nel 2006 ha portato alla scansione di oltre 14.000 unità digitalizzate direttamente consultabili sul sito degli Archivi in formato pdf. Allo stesso modo, oltre 600 trascrizioni d'interviste realizzate nel quadro dei programmi europei di storia orale sono accessibili dal sito web degli Archivi.
Il 6 maggio 2015, alla presenza di Maria Romana De Gasperi, è stato inaugurato il Centro di ricerca Alcide De Gasperi che come obiettivo la promozione di progetti di ricerca volti a rendere più agevole l'utilizzo delle fonti primarie. Coordina, inoltre, una rete di studiosi e promuove la pubblicazione di opere sulla storia dell'integrazione europea.